# Highschool ♡ love
「Highschool ♡ love」（ハイスクール♡ラブ）は、E-girlsの11作目のシングル曲。2014年9月10日にrhythm zoneより発売された。

## 概要
「CD＋DVD」、「CD」、「CD(mu-moショップ・イベント会場限定商品)」の3形態で発売された。今作は、E-girls全メンバーが参加している。
Googleが発表したYouTube Rewind 2014の「2014年トップトレンド音楽動画（日本）」で13位を記録した。

## 収録曲

### CD
1. Highschool ♡ love – 3:57
作詞：michico、作曲・編曲：T.Kura・michico・Albi Albertsson
  - 関西テレビ制作・フジテレビ系ドラマ『GTO 2nd Season』主題歌[6][7]
  - Samantha Vega“サマンサベガ meets E-girls”TV CMソング[8]
  - ボーカルはDreamのAmi、Shizuka、Happinessの藤井夏恋、Flowerの鷲尾伶菜、武部柚那
2. Again – 4:13
作詞：Kanata Okajima、作曲・編曲：Jon Hallgren・Kanata Okajima
  - ボーカルはDreamのAya、Happinessの川本璃、Flowerの市來杏香
3. Highschool ♡ love (Instrumental)
4. Again (Instrumental)

### CD+DVD
CD
1. Highschool ♡ love
2. Again
3. Highschool ♡ love (Instrumental)

DVD
1. Highschool ♡ love (Video Clip)